# Хомяков, Алексей Степанович
Алексе́й Степа́нович Хомяко́в (1 [13] мая 1804, Москва — 23 сентября [5 октября] 1860, Ивановское, Данковский уезд, Рязанская губерния) — русский поэт, художник и публицист, богослов, философ, основоположник раннего славянофильства. Член-корреспондент Петербургской Академии наук (1856).

## Биография
Родился 1 (13) мая 1804 года в Москве, на Ордынке, в старинной дворянской семье Хомяковых; отец — Степан Александрович Хомяков, мать — Марья Алексеевна, урождённая Киреевская (?—1858).
Получил домашнее образование. В 1815 году семья переехала в Санкт-Петербург, где для преподавания сыновьям русской словесности был приглашён друг Грибоедова А. А. Жандр. Образование его закончилось в Москве, куда в 1817—1820 годах на зимние месяцы переезжала семья. Вместе с братьями Д. и А. Веневитиновыми занимался с Глаголевым и на дому слушал лекции Щепкина и Мерзлякова. В 1821 году сдал экзамен на степень кандидата математических наук при Московском университете.
Ко времени учения в Москве относятся первые стихотворные опыты Хомякова и перевод «Германии» Тацита, напечатанный в «Трудах Общества Любителей Российской Словесности». В 1822 году Хомяков определился на военную службу сначала в Астраханский кирасирский полк, через год перевёлся в Петербург в конную гвардию.

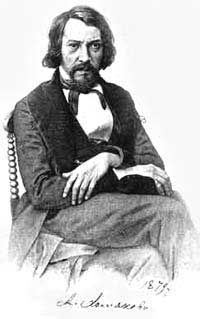

В 1825 году временно оставил службу и уехал за границу; занимался живописью в Париже, написал историческую драму «Ермак», поставленную на сцене только в 1829 году, а напечатанную лишь в 1832 году. В 1828—1829 годах Хомяков участвовал в русско-турецкой войне, поступив в Белорусский гусарский полк и состоя адъютантом при генерале князе Мадатове, после окончания которой в чине штаб-ротмистра вышел в отставку и уехал в своё имение, решив заняться хозяйством.
Сотрудничал с различными журналами.
5 июля 1836 года он обвенчался с Екатериной Михайловной Языковой, сестрой поэта Языкова.
В статье «О старом и новом» (1839) им были выдвинуты основные теоретические положения славянофильства.
В 1838 году он приступил к работе над своим основным историко-философским сочинением «Записки по всемирной истории».
В 1847 году Хомяков посетил Германию. С 1850 года особое внимание стал уделять религиозным вопросам, истории русского православия. Для Хомякова социализм и капитализм были в равной степени негативными отпрысками западного декадентства. Запад не смог решить духовные проблемы человечества, он увлекся конкуренцией и пренебрёг кооперацией. По его словам: «Рим сохранил единство ценой свободы, а протестанты обрели свободу ценой единства». Считал монархию единственно приемлемой для России формой государственного устройства, выступал за созыв «Земского собора», связывая с ним надежду на разрешение противоречия между «властью» и «землёй», возникшее в России в результате реформ Петра I.
Занимаясь лечением крестьян во время холерной эпидемии, заболел. Скончался 23 сентября (5 октября) 1860 года в селе Спешнево-Ивановском Рязанской губернии (ныне в Липецкой области). Похоронен в Даниловом монастыре рядом с Языковым и Гоголем. В советское время прах всех троих был перезахоронен на новом Новодевичьем кладбище (фото могилы).

## Исторические взгляды
Фундаментальный труд «Записки о всемирной истории» (Семирамида) остался незавершённым, однако сохранились журнальные статьи. Вещественный мир представлялся Хомякову лишь внешним выражением свободно творящего Духа (Бога), а материальные факторы общественного развития — его внешними проявлениями. История — процесс постепенного проявления полноты духа в общественной жизни человечества. Каждый народ в своем развитии выражает ту или иную сторону абсолюта. Соответственно, история народа представляла собой процесс проявления в его общественной жизни некой изначально присущей ему первичной идеи. Каждый народ обладал своей особой субстанцией, «началом».
В основе философии А. С. Хомякова лежал провиденциализм. Историческое развитие каждого народа предопределялось абсолютом. Однако в своём развитии народ в силу тех или иных причин может отклониться от него и не выполнить возложенной на него «миссии».
Понимание славянофилами (в том числе А. С. Хомяковым) процесса исторического развития того или иного народа как постепенного проявления его «начала» имело два неоспоримых преимущества. Во-первых, подобный подход подразумевал стремление понять смысл истории народа. Во-вторых, заставлял обратить особое внимание на специфику народной жизни (именно славянофилы первыми обратили серьёзное внимание на такое фундаментальное явление русской действительности, как сельская община).

## Религиозно-философские взгляды

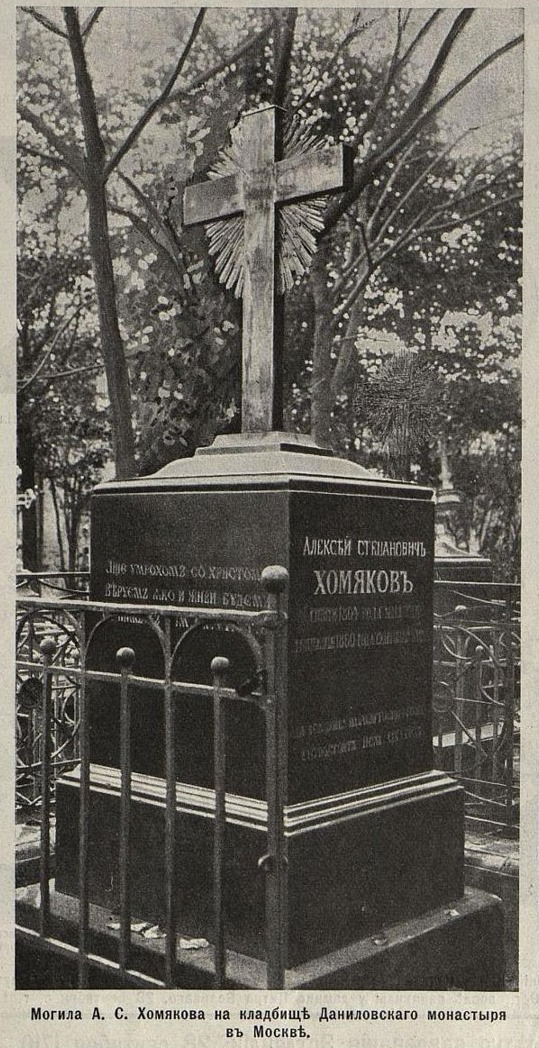
Изначальная могила Хомякова А. С. на Даниловском кл. Фото 1910 г.

Одной из заслуг Хомякова является обоснование им принципа соборности, которое появляется в полемике с иезуитом Гагариным. Прилагательное «соборный» является характеристикой Церкви и переводом греческого слова кафолический из Символа Веры. Хомяков настаивает, что нельзя в соборности (равно как и в кафоличности) видеть вселенскость в смысле всемирности, ибо Церковь была соборной с самого начала до своего распространения среди народов. Принцип соборности — это «единство во множестве».
В отношении Церкви Хомяков признавал её разделение на видимую и невидимую, ветхозаветную и новозаветную. Свои взгляды он формулировал в полемике с папистами и протестантами, доказывая, что церковь не государство и не собрание верующих, но «единство Божьей благодати». При этом церковь существует «с сотворения мира», а Ной и Авраам были родоначальниками «ветхозаветной Церкви». Хомяков принимает учение о семи таинствах, но отвергает католическую добавку Филиокве.
В том же трактате («Церковь одна») он характеризует католическую церковь как принявшую «восьмое таинство»: «Те, которые приняли за веру истинную — мертвую веру, то есть ложную, или внешнее знание, дошли в своем заблуждении до того, что из сей мертвой веры, сами того не зная, сделали восьмое таинство». В Православии, по мнению Хомякова, именно Церковь обладает живой верой, поскольку она же обладает и святостью.
В католицизме вопрос веры и святости сводится к папе: «Когда же один человек, или один епископ, имеет непременно веру, что должны мы сказать? Имеет ли он святость? Нет, ибо он ославлен преступлением и развратом. (…) и чрез сие таинство какая же вера в нём пребывает? Живая? Нет, ибо он преступник; но вера мертвая, то есть внешнее знание, доступное даже бесам».
А. С. Хомяков заострил внимание на пагубной роли папства, указав «на смешение в лице епископа-государя интересов духовных с мирскими как на главную причину, затрудняющую разрешение религиозного вопроса на западе». Право решения догматических вопросов перешло сначала к областной Церкви, а потом и просто к одному престолу: «государство от мира сего заняло место христианской церкви». Проблема индульгенций определялась в славянофильстве как «утилитарный рационализм», как перенесение на отношения человека с Богом механизма банкирского дома. Хомяков диагностировал и сегрегационную суть католицизма, отмечая, что римская церковь четко подразделяется на князей церкви, мирскую чернь и на ещё более низкую касту греко-униатов. Сближение Православия с Римом стало бы возможным лишь при полном отречении Рима от десятивекового заблуждения и папизма, — пишет он, — но это вряд ли произойдет, ведь для католиков Церковь как раз и состоит в папизме
По Хомякову, залогом спасения является церковное единство верующих Православной (истинной, соборной) Церкви. Им выделяются внутреннее единство — единство духа и внешнее — единство в таинствах, которые не противопоставляются и не отделяются, а сосуществуют друг с другом. Причем первый тип, проявляющийся в достижении внутренней церковной святости, представляет собой сущность веры, в то время как второй тип есть осознанное проявление веры и единства. Хомяков преодолевает католическую (для спасения необходимы дела) и протестантскую (для спасения необходима вера) богословские крайности и тем самым указывает на недопустимость дихотомии как таковой для православного вероучения. «Посему неразумны и те, которые говорят, что вера одна не спасает, но ещё нужны дела, и те, которые говорят, что вера спасает кроме дел».

## Личная жизнь

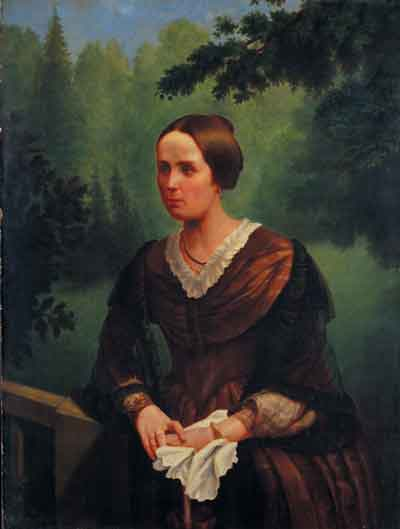
Е. М. Языкова

В браке с Екатериной Михайловной Языковой родилось девять детей:
- Фёдор и Степан умерли в одну ночь от скарлатины в младенчестве.
- Дмитрий Алексеевич (1841—1919) — педагог и церковный деятель.
- Николай Хомяков (1850—1925) — председатель III Государственной думы.
- Мария Алексеевна (1840—1919)
- Екатерина Алексеевна (1843 — неизв.)
- Анна Алексеевна (1844—1877)
- Софья Алексеевна (1846—1902)
- Ольга Алексеевна (1848—1932)

## Избранная библиография
- Полное собрание сочинений в 2-х томах с разбитием на страницы
  - Полное собрание сочинений. Том 1. М.: 3 изд. 1900. — 408 с.
  - Полное собрание сочинений. Том 2. М.: 3 изд. 1886. — 450 с.
- Полное собраніе сочиненій. 8 томов. Москва, 1896—1906.
- Хомяков А. С. Стихотворения. М., 1888
- Хомяков А.С. Стихотворения и драмы. Л.: Советский писатель. Ленингр. отделение, 1969. - 595 с. (Библиотекака поэта. Большая серия).
- Хомяков А.С. О старом и новом. Статьи и очерки. М.: Современник, 1988. - 461 с. ISBN 5-270-00316-3
- Хомяков А.С. Сочинения. В 2-х томах  М.: Московский философский фонд, 1994.(«Из истории отечественной философской мысли»).
- Хомяков А.С. Сочинения богословские [Предисловие Ю. Ф. Самарина]. СПб.: Наука, 1995. - 479 с. ISBN 5-02-028256-1
- Хомяков А.С. Церковь одна. М., 2001. - 250 с. ISBN 5-7429-0107-0
- Хомяков А.С. Избранные труды. М.: Мир истории, 2004. - 589 c. ISBN 5-98308-006-7
- Хомяков А. С. Всемирная задача России / Составление и комментарии М. М. Панфилова / Отв. ред. О. Платонов. Изд. 2-е — М.: Институт русской цивилизации, Благословение, 2011. — 784 с. ISBN 978-5-902725-71-8
- Хомяков А.С. Философские и богословские произведения. М.: Книжный клуб Книговек; Терра, 2013. - 590 с. ISBN 978-5-4224-0746-0
- Хомяков А.С. Русский взгляд на всемирную историю. М.: Академический проект, 2024. — 749 с. ISBN 978-5-919840-56-5
- Институт русской литературы (Пушкинский Дом) Российской академии наук и издательство «Росток» с 2021 года издают полное собрание сочинений и писем А.С. Хомякова в 12-ти томах. (ISBN 978-5-94668-305-0). На 2024 год вышли пять томов.